# Pedro de Vallés
Pedro de Vallés, humanista, historiador y paremiólogo español del siglo XVI.

## Biografía
Sacerdote aragonés, natural de Sariñena, fue maestro en Artes y escribió poesía latina (Carmen Pici figuram exprimens, Zaragoza, 1549), dos obras históricas (Historia del fortissimo y prudentissimo capitán Don Hernando de Ávalos, Marqués de Pescara, con los hechos memorables de otros siete capitanes del Emperador Don Carlos V Rey de España que fueron en su tiempo, es a saber el Próspero Colona, el Duque de Borbón, Don Carlos de Lanoy, D. Hugo de Moncada, Philiberto Principe de Orange, Antonio de Leyva, y el Marqués del Guasto. Recopilado por el Maestro Vallés, Çaragoza: Miguel de Çapìlla, 1557 y 1562 (con título algo diferente), y Amberes: Philippo Nutio, 1570 ...con vna adicion hecha por Diego de Fuentes, dôde se trata de la presa de Africa y assi mismo la conquista de Sena con otras azañas particulares; y una Adicción hecha por el Maestro Vallés a la Chronica d'los muy altos y muy poderosos reyes cathólicos don Hernando y doña Ysabel, compuesta que fue en romance por Hernando del Pulgar, Chronista de los Reyes Cathólicos..., Zaragoza: Juan Millán, 1567). Como la crónica original concluye con la toma de Granada, Vallés añade 44 capítulos más, ocho que tratan del nacimiento de los monarcas y 36 que se refieren al descubrimiento de América, a la recuperación del reino de Nápoles y la toma del reino de Navarra, no mencionadas por Pulgar.
Como paremiólogo reunió y escribió un Libro de refranes compilado por el orden del ABC, en el cual se contienen quatro mil y trezientos refranes. El más copioso que hasta oy ha salido impresso (Zaragoza, 1549, en la imprenta de Juana Millán;  edición moderna 2003); aunque apareció sin nombre de autor (seguramente por el enfático erasmismo del prólogo, algo que en ese momento estaba mal visto en el clero), unos versos acrósticos iniciales lo declaran; sin duda es el esfuerzo compilador más notable del siglo XVI y supera a todos los anteriores; en el prólogo que puso a su obra hace una pequeña introducción histórica a la disciplina paremiológica y define el refrán como:
Dicho antiguo, usado, breue, sotil y gracioso, obscuro por alguna manera de hablar figurado, sacado de las cosas que más tratamos. La antigüedad les da autoridad, y la grauedad para suadir fácilmente, aunque de sí mismos afficione ya al que los oye. La breuedad dorada de alguna sentenzia aplacible los haze ser aceptos y ceua la memoria para retenerlos. [...] La sotileza y nouedad convidan al entendimiento para penetrarlos. La obscuridad causa admiración. El uso confirma ser verdaderos. La experiencia por su utilidad nos mueve para exercitarlos.
Partiendo de las voces paremia, del griego, y adagio, del latín, intenta en su prólogo introductorio establecer las sutiles diferencias entre refrán, sentencia, proverbio, apólogo, apotegma y escomma. Su repertorio no contiene glosas a los lemas, que por sus características dialectales parecen en su mayoría recogidos de fuentes orales en Aragón.
En prosa castellana compuso además un Discurso sobre el temor de la muerte y el amor de la vida que figura entre las Obras de Fernán Pérez de Oliva editadas en Córdoba: Gabriel Ramos Bejarano, 1586.